# Флюид (магма)
Флюиды — жидкие и газообразные легкоподвижные компоненты магмы или циркулирующие в земных глубинах насыщенные газами растворы, один из ключевых факторов метаморфизма горных пород наряду с давлением и температурой.
К флюидам относятся вода (H2O), углекислый газ (CO2), угарный газ (CO), метан (CH4), водород (H2), сероводород (H2S), оксид серы (SO2) и другие. Они переносят тепло, растворяют минералы горных пород, переносят химические элементы, вступают в химические реакции или катализируют их. В системах, где флюиды отсутствуют («сухие системы»), даже при высоких давлениях и температурах метаморфизм практически не происходит.
Российский геолог А. И. Малышев выдвинул гипотезу глубинного образования нефти и газа из восходящих из глубины флюидных потоков путём конденсации с протеканием химических реакций естественного углеводородного синтеза (ЕУС). Первично он протекает за счёт простейших постмагматических флюидных соединений воды, углекислого газа и сероводорода при критических температурах веществ газовой смеси.